# Nellie, the Beautiful Cloak Model

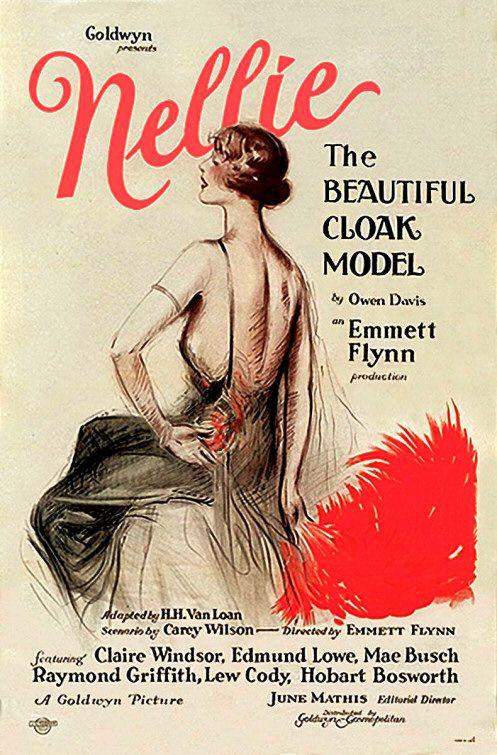
Cartell de la pel·lícula

Nellie, the Beautiful Cloak Model és una pel·lícula muda de la Goldwyn Pictures dirigida per Emmett J. Flynn i protagonitzada per Claire Windsor. Basada en l’obra teatral homònima de Owen Davis es va estrenar el 16 d’abril de 1924.

## Argument
Nellie Horton és una nena maltractada pel seu pare fins que Thomas Lipton acaba fent-se’n càrrec. Creix en la pobresa sense conèixer la seva veritable identitat com a hereva dels milions de la seva mare. A la mort del seu benefactor, es converteix en model en una botiga de moda de la Cinquena Avinguda. Allà cau en mans del nebot sense escrúpols de la seva mare, que intenta eliminar-la per poder obtenir una fortuna de la qual ella és l'hereva. El seu pla final per destruir-la es frustra quan el seu estimat, Jack Carroll, la rescata de ser aixafada per un tren en un pas elevat. Finalment, Nellie es retroba amb la seva mare i troba la felicitat amb Jack.

## Repartiment
- Claire Windsor (Nellie)
- Edmund Lowe (Jack Carroll)
- Mae Busch (Polly Joy)
- Raymond Griffith (Shorty Burchell)
- Lew Cody (Walter Peck)
- Hobart Bosworth (Thomas Lipton / Robert Horton)
- Lilyan Tashman (Nita)
- Dorothy Cumming (Mrs. Horton)
- Will Walling (Blizzard Dugan)
- Mayme Kelso (Miss Drake)
- William Orlamond (Mosely)
- Arthur Housman (gàngster)
- David Kirby (gàngster)
- Ina Anson (model)
- Betsy Ann Hisle (Nellie als 5 anys)